# Isauli
Isauli és un poble i antiga pargana del districte de Sultanpur a Uttar Pradesh, Índia. La pargana tenia uns 75.000 habitants i 184 pobles, i àrea de 383 km². Pertanyia als bhars que en foren expulsats al segle XIV pels bais kshatriyyes. Ala al-Din Muhammad Shah I Khalji (1296-1316) va concedir al seu cap al títol de bhale sultan, que encara duen els seus descendents.